# Теректинський сільський округ (Кокпектинський район)
Теректи́нський сільський округ (каз. Теректі ауылдық округі, рос. Теректинский сельский округ) — адміністративна одиниця у складі Кокпектинського району Абайської області Казахстану. Адміністративний центр та єдиний населений пункт — село Теректи.
Населення — 623 особи (2021; 995 у 2009, 1236 у 1999, 1797 у 1989).
Станом на 1989 рік існувала Теректинська сільська рада (села Каменка, Кизилжулдиз, Орнек, Саршиганак, Теректи). Село Саричиганак було ліквідовано 2009 року, села Каменка, Кизилжулдиз, Орнек — 2017 року. Станом на 1999 рік до складу округу належало також село Шугилбай ліквідованого на той час Шугилбайського сільського округу.

## Склад
До складу округу входять такі населені пункти:
| Населений пункт   | Старі назви            | Населення, осіб (1989) | Населення, осіб (1999) | Населення, осіб (2009) | Населення, осіб (2021) |
| ----------------- | ---------------------- | ---------------------- | ---------------------- | ---------------------- | ---------------------- |
| Каменка, село     | -                      | 177                    | 119                    | 72                     | -                      |
| Кизилжулдиз, село | Кизил-Жулдиз           | 182                    | 82                     | 69                     | -                      |
| Орнек, село       | -                      | 149                    | 85                     | 51                     | -                      |
| Саричиганак, село | Саршиганак, Сарчиганак | 196                    | 11                     | 2                      | -                      |
| Теректи, село     | -                      | 1093                   | 939                    | 801                    | 623                    |